# Fútbol Club Ciego de Ávila
O Fútbol Club Ciego de Ávila é um clube de futebol cubano com sede em Ciego de Ávila.
Foi vencedor do Campeonato Nacional de Cuba por cinco vezes.

## Títulos
- Campeonato Cubano de Futebol
  - Campeão (5): 1993, 2001/02, 2003, 2009/10 e 2014